# The Spaghetti Incident?
The Spaghetti Incident? е петият студиен албум на американската хардрок група Гънс Ен' Роузис. Албумът съдържа кавъри на стари хардрок и пънк песни. Също така това е и последния албум, в който китариста Слаш, басиста Дъф Маккегън и барабаниста Мат Соръм записват заедно като част от Гънс Ен' Роузис.
Това е най-зле представилият се комерсиално албум на групата, както и единственият неподкрепен от турне. До 2018 г. от него са продадени 1 милион копия в САЩ. The Spaghetti Incident? дебютира под номер 4 в класацията Billboard 200. В първата седмица от издаването на албума от него са продадени 190 000 копия, което е значително по-малко в сравнение с предишните албуми на Гънс Ен' Роузис.